# 片基夫
51°1′43″N 26°27′24″E / 51.02861°N 26.45667°E
片基夫（烏克蘭語：Пеньків），是烏克蘭西北部的村莊，隸屬里夫內州的里夫內區。該村始建於1939年，面積1.24平方公里，海拔高度177米，2001年人口292，人口密度每平方公里235.5人。